# 東京ヴェルディバレーボールチーム
東京ヴェルディバレーボールチーム（とうきょうヴェルディバレーボールチーム）は、日本の男子バレーボールチーム。本拠地は東京都。2025-26シーズンはV.LEAGUE MEN 東地区に所属。

## 概要
2018年8月に設立された総合型スポーツクラブ『東京ヴェルディクラブ』が運営。同クラブは、Jリーグに加盟する東京ヴェルディとWEリーグに加盟する日テレベレーザの運営会社である『東京ヴェルディ株式会社』から派生した一般社団法人で、同株式会社の取締役（副社長）である森本譲二が理事長を務める。ヴェルディブランドを活かしつつサッカーで培ったノウハウをサッカー以外の競技チームにも展開しスポーツ文化を根付かせる狙いがある。
チームの始まりは2001年で、Jリーグ・東京ヴェルディの総合スポーツクラブ化の一環で、東京教員バレーボールクラブを前身としての結成したのが始まりである。2002年V1リーグ昇格。
チーム名『ヴェルディ』の意味は、Jリーグチームと同じく、「緑」を意味するポルトガル語「verde」からの造語である。
ホームゲームは都内の体育館で開催される。

## 歴史
2001年、東京ヴェルディ1969に対しバレーボールとセットであればスポンサードするという企業の要請に応え東京教員バレーボールクラブを組織変更し活動開始。結成以降、教員以外の選手も入団している。Jリーグチームとは別に独立採算によるクラブチーム形式で運営。
2001年7月の全日本実業団優勝大会で優勝。2002年、第22回地域リーグで優勝。V1リーグ（後のVチャレンジリーグ Vリーグ2部相当）出場決定入替戦では敗れるが、V1リーグから休部チームが出た影響で繰り上げ昇格。
2002/03シーズンの第5回V1リーグでいきなり準優勝を果たし、Vリーグ（後のVプレミアリーグ）出場決定入替戦に出場。入替戦では豊田合成トレフェルサから1セットも取れずに連敗し、Vリーグ昇格はならず。第6回V1リーグでは3位。第7回V1リーグで2度目の準優勝を果たすが、入替戦ではまたも豊田合成に敗れる。第8回V1リーグでも2年連続の準優勝を果たし、入替戦の相手はまたも豊田合成となり、第1戦はフルセットの末敗戦。第2戦も敗れ昇格はならなかった。2006/07V・チャレンジリーグでも準優勝し、3年連続の入替戦出場となり、このシーズンではNECブルーロケッツが相手となるが、第1戦でフルセットまで持ち込みながら、またも連敗で昇格はならなかった。
2007/08V・チャレンジリーグでは4位、2008/09V・チャレンジリーグでは5位と、順位を少し落とすが、以降もしばらく上位を保つ。2010年、第59回黒鷲旗全日本選抜大会で、グループ戦でV・プレミアリーグの大分三好ヴァイセアドラーを降しベスト8に入る。
2012年1月、2011/12V・チャレンジリーグのトヨタ自動車戦において、試合開始時刻に到着が間に合わず没収試合となり、Vリーグ機構から譴責処分を受けた。
2015/16シーズンからVチャレンジリーグが2部化され、VチャレンジリーグIに組み込まれたが同リーグで最下位となり、VチャレンジマッチでVC長野トライデンツにセット率の差で苦杯を喫してVチャレンジリーグII（Vリーグ3部相当）に降格となった。
2016/17シーズンでは優勝を果たして埼玉アザレアとの入替戦に臨んだが、2連敗してチャレンジリーグIへの復帰はならなかった。
2018年2月、コーチ兼選手の奥田晃が、通算230試合出場を達成しVリーグ栄誉賞の受賞資格を得た。
2018年より始まる新生V.LEAGUEでは2部のDivision2（V2）に在籍することとなった。V.LEAGUEライセンスはS2を取得。
2018年8月、総合型スポーツクラブの一般社団法人東京ヴェルディクラブが千代田区に設立され、バレーボールチームもその管轄に入ることとなった。2019年、事務局も東京ヴェルディクラブに移転（それまでは稲城市のよみうりランド本社ビルに事務局があった）。現在はよみうりランド本社ビルに戻っている（東京ヴェルディクラブもよみうりランド本社ビルに移転した。）。
2020-21シーズン、2021年1月に新型コロナウイルス感染症の流行における緊急事態宣言が発令されたことを受けて、1月23日からのV2試合出場を見合わせた。当初は出場見合わせ期間は発令解除予定の2月7日までを予定していたが、発令予定期間が3月7日までに延長されたため、出場見合わせ期間を同日まで延長し、残り全試合を不参加とした。
2021-22シーズン、V2で8勝20敗の13位となり、V3降格が確定した。

## 成績

### 主な成績
V1リーグ / チャレンジリーグ・チャレンジリーグI / V.LEAGUE DIVISION2 MEN
- 優勝 なし
- 準優勝　4回（2002年度、2004年度、2005年度、2006年度）

V・チャレンジリーグII / V.LEAGUE DIVISION3 MEN
- 優勝 1回（2016/17シーズン）

黒鷲旗全日本選抜大会
- 優勝 なし
- 準優勝 なし

### 年度別成績

#### Vリーグ / 実業団リーグ・V1リーグ
| 所属     | 年度            | 最終 順位 | 参加 チーム数 | 試合 | 勝 | 敗 |
| -------- | --------------- | --------- | ------------- | ---- | -- | -- |
| V1リーグ | 第5回 (2002/03) | 準優勝    | 8チーム       | 14   | 10 | 4  |
| V1リーグ | 第6回 (2003/04) | 3位       | 7チーム       | 12   | 6  | 6  |
| V1リーグ | 第7回 (2004/05) | 準優勝    | 8チーム       | 14   | 10 | 4  |
| V1リーグ | 第8回 (2005/06) | 準優勝    | 8チーム       | 14   | 11 | 3  |

#### V・プレミアリーグ / V・チャレンジリーグ
| 所属         | 年度    | 最終 順位 | 参加 チーム数 | レギュラーラウンド | レギュラーラウンド | レギュラーラウンド | レギュラーラウンド | ポストシーズン | ポストシーズン | ポストシーズン |
| 所属         | 年度    | 最終 順位 | 参加 チーム数 | 順位               | 試合               | 勝                 | 敗                 | 試合           | 勝             | 敗             |
| ------------ | ------- | --------- | ------------- | ------------------ | ------------------ | ------------------ | ------------------ | -------------- | -------------- | -------------- |
| チャレンジ   | 2006/07 | 準優勝    | 9チーム       | 2位                | 16                 | 12                 | 4                  | -              | -              | -              |
| チャレンジ   | 2007/08 | 4位       | 10チーム      | 4位                | 18                 | 12                 | 6                  | -              | -              | -              |
| チャレンジ   | 2008/09 | 5位       | 12チーム      | 4位                | 11                 | 7                  | 4                  | 7              | 4              | 3              |
| チャレンジ   | 2009/10 | 4位       | 11チーム      | 5位                | 10                 | 6                  | 4                  | 5              | 2              | 3              |
| チャレンジ   | 2010/11 | 4位       | 11チーム      | 4位                | 16                 | 11                 | 5                  | -              | -              | -              |
| チャレンジ   | 2011/12 | 5位       | 11チーム      | 6位                | 10                 | 4                  | 6                  | 5              | 1              | 4              |
| チャレンジ   | 2012/13 | 5位       | 11チーム      | 5位                | 20                 | 13                 | 7                  | -              | -              | -              |
| チャレンジ   | 2013/14 | 5位       | 11チーム      | 5位                | 20                 | 11                 | 9                  | -              | -              | -              |
| チャレンジ   | 2014/15 | 7位       | 12チーム      | 7位                | 22                 | 11                 | 11                 | -              | -              | -              |
| チャレンジI  | 2015/16 | 8位       | 8チーム       | 8位                | 21                 | 4                  | 17                 | -              | -              | -              |
| チャレンジII | 2016/17 | 優勝      | 8チーム       | 1位                | 21                 | 19                 | 2                  | -              | -              | -              |
| チャレンジII | 2017/18 | 5位       | 10チーム      | 5位                | 18                 | 10                 | 8                  | -              | -              | -              |

#### V.LEAGUE (2018-2024)
| 所属      | 年度    | 最終 順位 | 参加 チーム数 | レギュラーラウンド | レギュラーラウンド | レギュラーラウンド | レギュラーラウンド | ポストシーズン | ポストシーズン | ポストシーズン | 備考            |
| 所属      | 年度    | 最終 順位 | 参加 チーム数 | 順位               | 試合               | 勝                 | 敗                 | 試合           | 勝             | 敗             | 備考            |
| --------- | ------- | --------- | ------------- | ------------------ | ------------------ | ------------------ | ------------------ | -------------- | -------------- | -------------- | --------------- |
| DIVISION2 | 2018-19 | 9位       | 9チーム       | 9位                | 24                 | 3                  | 21                 | -              | -              | -              |                 |
| DIVISION2 | 2019-20 | 10位      | 12チーム      | 10位               | 20                 | 3                  | 17                 | -              | -              | -              |                 |
| DIVISION2 | 2020-21 | 8位       | 11チーム      | 8位                | 18                 | 6                  | 12                 | -              | -              | -              | 不戦敗7を含む。 |
| DIVISION2 | 2021-22 | 13位      | 15チーム      | 13位               | 28                 | 8                  | 20                 | -              | -              | -              | 不戦勝3を含む。 |
| DIVISION3 | 2022-23 | 9位       | 10チーム      | 9位                | 27                 | 8                  | 19                 | -              | -              | -              |                 |
| DIVISION3 | 2023-24 | 8位       | 10チーム      | 8位                | 20                 | 7                  | 13                 | -              | -              | -              |                 |

#### SV.LEAGUE / V.LEAGUE
| 所属     | 年度    | 最終 順位 | 参加 チーム数      | レギュラーラウンド | レギュラーラウンド | レギュラーラウンド | レギュラーラウンド | ポストシーズン | ポストシーズン | ポストシーズン | 備考 |
| 所属     | 年度    | 最終 順位 | 参加 チーム数      | 順位               | 試合               | 勝                 | 敗                 | 試合           | 勝             | 敗             | 備考 |
| -------- | ------- | --------- | ------------------ | ------------------ | ------------------ | ------------------ | ------------------ | -------------- | -------------- | -------------- | ---- |
| V.LEAGUE | 2024-25 | 17位      | 8チーム （東地区） | 8位                | 28                 | 2                  | 26                 | -              | -              | -              |      |

## 選手・スタッフ(2025-26)

### 選手
| 背番号                                                                           | 名前       | シャツネーム | 生年月日（年齢）       | 身長  | 国籍 | Pos | 在籍年  | 前所属                 | 備考               |
| -------------------------------------------------------------------------------- | ---------- | ------------ | ---------------------- | ----- | ---- | --- | ------- | ---------------------- | ------------------ |
| 1                                                                                | 羽富琉偉   | HATOMI       | 1996年6月13日（29歳）  | 192   | 日本 | MB  | 2024年- | 千葉                   |                    |
| 2                                                                                | 野沢剛義   | NOZAWA       | 1991年7月17日（33歳）  | 184.5 | 日本 | OH  | 2023年- | 千葉                   |                    |
| 4                                                                                | 宮田航輔   | MIYATA       | 1992年2月2日（33歳）   | 172   | 日本 | L   | 2014年- | 国際武道大学           | 指導普及コーチ兼任 |
| 5                                                                                | 柳川大知   | YANAGAWA     | 1990年5月15日（35歳）  | 188   | 日本 | OP  | 2022年- | サフィルヴァ           | 副キャプテン       |
| 6                                                                                | 石黒聖也   | PATRICK      | 1999年2月12日（26歳）  | 187   | 日本 | MB  | 2020年- | 中央学院大学           | キャプテン         |
| 7                                                                                | 辻田尚史   | TSUJITA      | 1998年8月13日（26歳）  | 190   | 日本 | MB  | 2022年- | 日本大学               |                    |
| 10                                                                               | 腰高悠斗   | KOSHITAKA    | 2002年2月1日（23歳）   | 175   | 日本 | S   | 2023年- | びわこ成蹊スポーツ大学 |                    |
| 12                                                                               | 上林敬澄   | KAMBAYASHI   | 1993年11月18日（31歳） | 180   | 日本 | S   | 2024年- | 日本大学               |                    |
| 14                                                                               | 松本隼     | MATSUMOTO    | 2005年2月24日（20歳）  | 176   | 日本 | OH  | 2024年- | 駿河台大学（在学中）   |                    |
| 16                                                                               | 難波大遥   | NANBA        | 2002年3月1日（23歳）   | 170   | 日本 | L   | 2023年- | 中央学院大学           |                    |
| 20                                                                               | 藤井健斗   | FUJII        | 2002年6月29日（23歳）  | 182   | 日本 | OH  | 2023年- | 東京医療専門学校       |                    |
| 27                                                                               | 藤原由未斗 | FUJIWARA     | 2002年4月27日（23歳）  | 178   | 日本 | OP  | 2024年- | 中央学院大学           |                    |
| 出典：チーム新体制リリース チーム公式サイト Vリーグ公式サイト 更新：2025年6月7日 |            |              |                        |       |      |     |         |                        |                    |

### スタッフ
| 役職                                                                              | 名前       | 備考 |
| --------------------------------------------------------------------------------- | ---------- | ---- |
| GM                                                                                | 山中禎一郎 |      |
| GM補佐兼コーチ                                                                    | 檜森輝尚   |      |
| 監督                                                                              | 田島一浩   |      |
| コーチ                                                                            | 田中伸篤   |      |
| アナリスト                                                                        | 槌尾健     |      |
| マネージャー                                                                      | 関塚早紀   |      |
| マネージャー                                                                      | 山下荘子   |      |
| トレーナー                                                                        | 川原康平   |      |
| トレーナー                                                                        | 上野空     |      |
| 指導普及コーチ                                                                    | 加藤弘一   |      |
| 選手兼指導普及コーチ                                                              | 宮田航輔   |      |
| 指導普及コーチ                                                                    | 與崎風人   |      |
| 指導普及コーチ                                                                    | 熊谷勇人   |      |
| 出典：チーム新体制リリース チーム公式サイト Vリーグ公式サイト 更新：2023年11月8日 |            |      |

### 在籍していた主な選手
| - 古田史郎 - 上場雄也 - モラッド・ドリウィシ（Morad Driouech） - 坂本将康 - 中西了将 | - 脇戸新之助 - 高橋賢行 - 濱口純一 - 奥田晃 - 飯塚俊彦 |